# Faux Soir

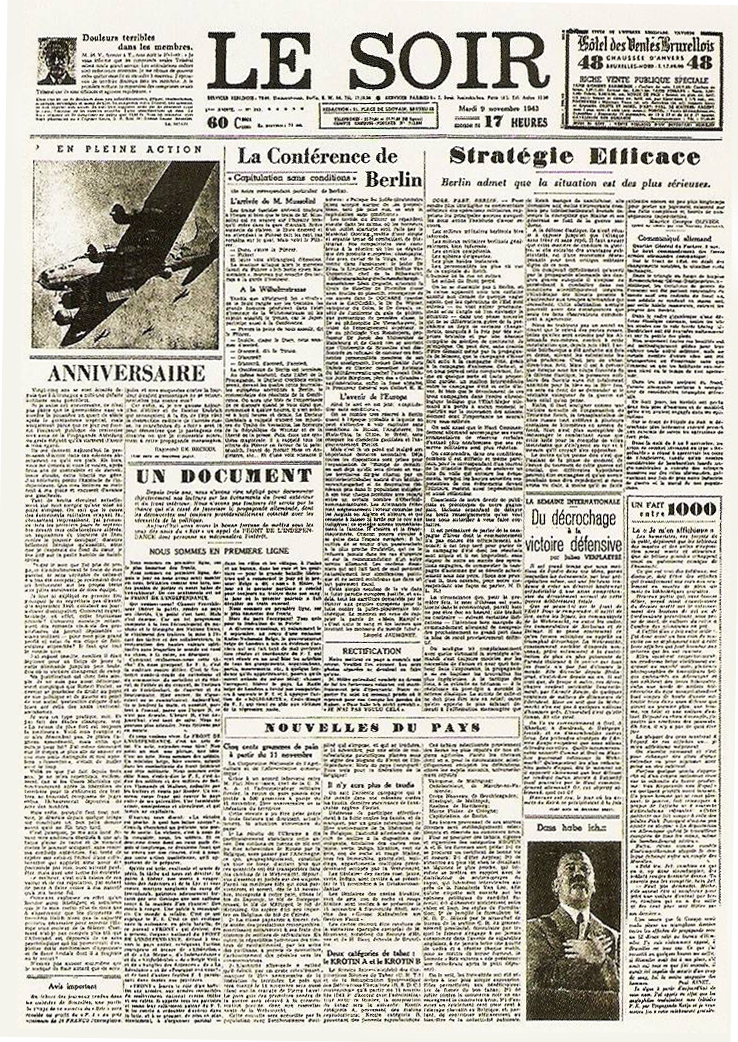
Voorpagina van de Faux Soir van 9 november 1943

De Faux Soir of Valse Soir is een publicatie die het resultaat is van een journalistieke verzetsactie door het Onafhankelijkheidsfront (O.F.). Deze publicatie gebeurde in België op 9 november 1943 tijdens de Tweede Wereldoorlog.
Deze valse publicatie van Le Soir had als doel de 25e verjaardag van de Wapenstilstand te herdenken alsook de draak te steken met de Duitse bezetter.
Reeds in de herfst van 1943 had de verzetsbeweging Onafhankelijkheidsfront in haar intern bulletin "iets zou doen" met de 25e verjaardag van de Wapenstilstand, die gesloten werd op 11 november 1918.
Aanvankelijk was het de bedoeling om een aangepaste versie van Le Pays Réel te maken.
Le Pays Réel stond toen bekend als Dagblad van de Strijd van Rex en als spreekbuis van de collaboratie.
Toch viel de keuze op Le Soir, een dagblad van de "gematigde" Franstalige collaboratie. 
Het dagblad had een veel grotere verspreiding van 250.000 exemplaren tegenover 15.000 voor Le Pays Réel.  Le Soir werd vaak Le Soir "Volé" genoemd door de bevolking.
Door infiltratie bij Le Soir konden de verzetslieden te weten komen welke kiosken, het aantal doorgaans afgenomen exemplaren alsook de leveringstijden te weten komen. Er werd contact opgenomen met Ferdinand Wellens om het drukken op zich te nemen. De drukkosten konden worden gedekt door een voorschot van 50.000 Belgische Frank gefinancierd door Andrée Grandjean, advocate aan het Hof van Beroep en ondernemer Alfred Fourcroy.
De uiteindelijke datumkeuze om te publiceren viel op 9 november 1943. Op de dag van Wapenstilstand, 11 november werden er traditioneel niet veel kranten verkocht.  op 10 november was een beursdag, waardoor de oplage 4 pagina's zou moeten bedragen en de kosten en de inzet de hoogte in zou jagen.
Op 9 november 1943 verscheen de Faux Soir op 50.000 exemplaren: waarvan 5.000 voor de kiosken in Brussel, 20.000 voor de afdelingen van de verzetsbeweging in Brussel en 15.000 voor die van Henegouwen. Luik zou er op zijn beurt 5.000 ontvangen en de 3.000 andere kranten richting Luxemburg zouden worden gestuurd. Daarnaast zou de gewone middaglevering worden vertraagd door de bestelwagens van Le Soir te saboteren.
De clandestiene Soir was in eerste instantie moeilijk te onderscheiden van het origineel. Bij een grondige lezing van de krant kreeg men zicht op de omvang van de grap waarbij verschillende journalistieke collaborateurs en kopstukken van andere collaborerende organisaties de volle laag kregen. Deze verzetsactie werd bekend over het hele land. In Londen, vertaalde de lokale pers zelfs een aantal artikels naar het Engels. Deze actie gaf inspiratie om in Lyon op 31 december van dat jaar een anti-collaboratienummer faux Nouvelliste uit te geven.
In 1955 werd  de film Un soir de joie" gemaakt die het verhaal van de Faux Soir vertelt door de Brusselse regisseur Gaston Schoukens. De film werd meteen een succes.